# Nova América
Nova América là một đô thị thuộc bang Goiás, Brasil. Đô thị này có diện tích 212,023 km², dân số năm 2007 là 2305 người, mật độ 10,9 người/km².